# István Sándorfi
István Sándorfi (født 12. juni 1948, død 26. december 2007) var en ungarsk maler.
I 1956 flyttede han fra Ungarn og levede med sin familie i Østrig og Tyskland, for derefter at bosætte sig i Frankrig i 1958. Han begyndte første gang at male da han var otte år gammel, og malede for første gang med oliefarver da han var 12 år.
Han studerede ved École nationale supérieure des Beaux-Arts og École nationale supérieure des arts décoratifs, begge beliggende i Frankrig. I 1973 fik han sin første udstilling på Musée d'Art Moderne de la ville de Paris. Senere, fik han udstillinger i både Los Angeles, San Francisco, København, München og Rom. Han malede som regel, mærkelige genstande og situationer før 1988. Efter 1988 malede han som regel kvinder.